# 霍夫季伊夫卡
51°42′57″N 32°21′55″E / 51.71583°N 32.36528°E
霍夫季伊夫卡（烏克蘭語：Ховдіївка），是烏克蘭北部的村莊，隸屬切爾尼希夫州的科留基夫卡區。該村面積0.31平方公里，海拔高度147米，2001年人口37，人口密度每平方公里120.9人。